# Diocesi di Cloyne

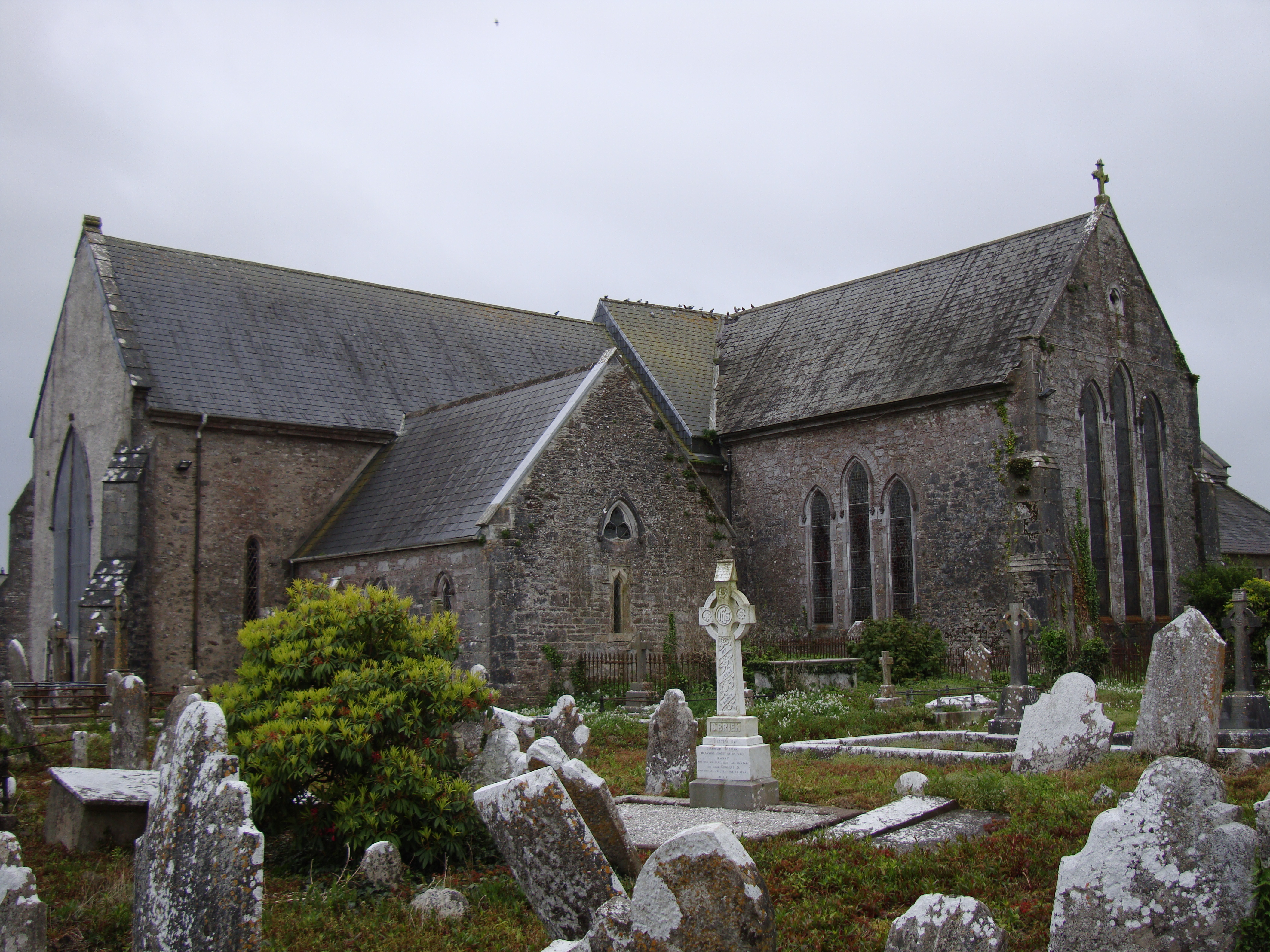
L'antica cattedrale di Cloyne, ora chiesa anglicana

La diocesi di Cloyne (in latino Dioecesis Cloynensis) è una sede della Chiesa cattolica in Irlanda suffraganea dell'arcidiocesi di Cashel e Emly. Nel 2021 contava 157.752 battezzati su 161.577 abitanti. È retta dal vescovo William Crean.

## Territorio
La diocesi comprende la parte nord-orientale della contea di Cork e deve il nome al centro abitato di Cloyne.
Sede vescovile è il pittoresco villaggio di Cobh, dove si trova la cattedrale di San Colman.
Il territorio si estende su 3.440 km² ed è suddiviso in 46 parrocchie.

## Storia
La diocesi fu eretta nel VI secolo ed il primo ordinario del luogo fu San Colman, santo molto venerato nei territori vicino a Cork, al quale è dedicata l'odierna cattedrale di Cobh. Come le altre diocesi irlandesi del I millennio, anche la diocesi di Cloyne era una diocesi di tipo monastico, dove l'abate, non necessariamente vescovo, governava il distretto monastico. La prima sede diocesana fu l'antico monastero di Cloyne, fondato da san Colman.
Nel XII secolo si attuò una grande riforma della Chiesa dell'isola per adeguare le giurisdizioni ecclesiastiche irlandesi al sistema diocesano continentale. La diocesi di Cloyne non appare fra le diocesi approvate dal sinodo di Rathbreasail del 1111, mentre appare fra le suffraganee dell'arcidiocesi di Cashel nel sinodo di Kells del 1152. Da questo momento può dirsi canonicamente istituita la diocesi.
Tra il 1265 ed il 1429 la maggior parte dei vescovi era di origine inglese. La cattedrale fu costruita nel XIII secolo probabilmente durante l'episcopato del vescovo Nicholas de Effingham. Questa cattedrale durante la riforma cadde nelle mani degli anglicani, che tuttora la possiedono. Durante questo periodo la diocesi visse un momento di grande prosperità e ricchezza, che ben presto però attirò l'avidità dei signori irlandesi ed inglesi, che finirono per spogliarla dei suoi beni.
Fu proprio a causa della povertà delle rendite diocesane che nel 1429, papa Martino V, durante l'episcopato di Adam Pay, decise di unire la sede alla diocesi di Cork.
Nel XVI secolo, con l'imporsi della riforma protestante, la diocesi visse difficili momenti. I vescovi di Cork e Cloyne non avevano più una cattedrale ed un seminario, e furono costretti ad inviare sul continente, a Roma, a Parigi o a Lovanio, i seminaristi a studiare per il sacerdozio.
Il 10 dicembre 1747 la sede di Cloyne fu separata da Cork ed unita alla diocesi di Ross. Tra i vescovi di questo periodo emerge la figura di John O'Brien, primo vescovo delle sedi unite, che fondò a Lovanio delle borse di studio per i seminaristi irlandesi e compose una grammatica in irlandese. Dal 1769 i vescovi cominciarono a stabilire la loro sede nella cittadina portuale di Cobh.
Il 27 dicembre 1850 Cloyne ritornò ad essere una sede indipendente, separata da Ross. Il vescovo William Keane pose le basi per edificare una nuova cattedrale a Cobh, i cui lavori iniziarono nel 1869 e furono portati a termine nel 1915.
Il 20 aprile 1855 fu istituito il capitolo dei canonici della cattedrale.
Nel 2011 la diocesi è stata oggetto di un'indagine governativa circa diciannove casi di pedofilia riscontrati tra gli anni novanta e 2000. Alla luce di queste indagini i rapporti tra Eire e Santa Sede si sono deteriorati, soprattutto a seguito delle accuse del governo irlandese al Vaticano di aver coperto questi episodi e di aver ostacolato le indagini.

## Cronotassi dei vescovi
Si omettono i periodi di sede vacante non superiori ai 2 anni o non storicamente accertati.
- San Colman † (circa 580 - 24 novembre 604 deceduto)
- O'Malvain † (? - 1094 deceduto)
- Nehemiah O'Moriertach † (prima del 1140 - 1149 deceduto)
- O'Dubery † (? - 1159 deceduto)
- O'Flanagan † (? - 1167 deceduto)
- Matthew † (prima del 1171 - circa 1192 deceduto)
- Lawrence O'Sullivan † (? - 1204 deceduto)
- Daniel † (prima del 1216 - 1222 deceduto)
- Florence † (24 agosto 1224 - ?)
- Patrick, O.Cist. † (1226 - 27 aprile 1235 dimesso)
- David MacKelly, O.P. † (ottobre 1237 - 1238 nominato arcivescovo di Cashel)
- Alan O'Sullivan, O.P. † (1240 - 26 ottobre 1246 nominato vescovo di Lismore)
- Daniel, O.F.M. † (12 ottobre 1247 - 1264 deceduto)
- Reginald † (1265 - 1273 deceduto)
- Alan O'Lonergan, O.F.M. † (1274 - 1283 deceduto)
- Nicholas de Effingham † (2 settembre 1284 - 1320 deceduto)
- Maurice O'Sullivan † (2 ottobre 1321 - ? deceduto)
- John de Cumba, O.Cist. † (10 agosto 1333 - circa 1350 deceduto)
- John Wittock † (8 giugno 1351 - circa 1356 deceduto)
- John de Swafham, O.Carm. † (1º marzo 1363 - 2 luglio 1376 nominato vescovo di Bangor)
- Richard Wye, O.Carm. † (2 luglio 1376 - 1394 deposto)
- Gerald Canton, O.E.S.A. † (16 marzo 1394 - dopo il 1407 deceduto)
- Adam Pay, O.E.S.A. † (26 luglio 1413 - 1430 deceduto)
  - Sede unita a Cork (1429-1747)
- John O'Brien † (10 gennaio 1748 - prima del 1769 deceduto)
- Mathew McKenna † (7 agosto 1769 - 4 giugno 1791 deceduto)
- William Coppinger † (4 giugno 1791 succeduto - 11 agosto 1830 deceduto)
- Michael Collins † (11 agosto 1830 succeduto - 1832 deceduto)
- Bartholomew Crotty † (22 marzo 1833 - 3 ottobre 1846 deceduto)
- David Walsh † (12 marzo 1847 - 19 gennaio 1849 deceduto)
- Timothy Murphy † (3 agosto 1849 - 4 dicembre 1856 deceduto)
- William Keane † (15 maggio 1857 - 15 gennaio 1874 deceduto)
- John McCarthy † (1º settembre 1874 - 9 dicembre 1893 deceduto)
- Robert Browne † (26 giugno 1894 - 23 marzo 1935 deceduto)
- James J. Roche † (23 marzo 1935 succeduto - 31 agosto 1956 deceduto)
- John Ahern † (30 marzo 1957 - 17 febbraio 1987 ritirato)
- John Magee (17 febbraio 1987 - 24 marzo 2010 dimesso)
  - Sede vacante (2010-2012)[5]
- William Crean, dal 24 novembre 2012

## Statistiche
La diocesi nel 2021 su una popolazione di 161.577 persone contava 157.752 battezzati, corrispondenti al 97,6% del totale.
| anno | popolazione | popolazione | popolazione | presbiteri | presbiteri | presbiteri | presbiteri                | diaconi | religiosi | religiosi | parrocchie |
| anno | battezzati  | totale      | %           | numero     | secolari   | regolari   | battezzati per presbitero | diaconi | uomini    | donne     | parrocchie |
| ---- | ----------- | ----------- | ----------- | ---------- | ---------- | ---------- | ------------------------- | ------- | --------- | --------- | ---------- |
| 1950 | 106.011     | 108.527     | 97,7        | 168        | 153        | 15         | 631                       |         | 100       | 538       | 47         |
| 1970 | 106.419     | 108.177     | 98,4        | 161        | 148        | 13         | 660                       |         | 90        | 456       | 46         |
| 1980 | 114.000     | 115.500     | 98,7        | 170        | 161        | 9          | 670                       |         | 76        | 413       | 46         |
| 1990 | 123.728     | 125.384     | 98,7        | 168        | 162        | 6          | 736                       |         | 44        | 357       | 46         |
| 1999 | 123.426     | 125.384     | 98,4        | 165        | 159        | 6          | 748                       |         | 30        | 272       | 46         |
| 2000 | 126.357     | 128.297     | 98,5        | 157        | 153        | 4          | 804                       |         | 22        | 272       | 46         |
| 2001 | 128.954     | 130.834     | 98,6        | 161        | 156        | 5          | 800                       |         | 22        | 254       | 46         |
| 2002 | 129.823     | 131.719     | 98,6        | 160        | 155        | 5          | 811                       |         | 17        | 254       | 46         |
| 2003 | 133.940     | 136.052     | 98,4        | 162        | 160        | 2          | 826                       |         | 14        | 241       | 46         |
| 2004 | 136.312     | 138.346     | 98,5        | 162        | 162        |            | 841                       |         | 8         | 230       | 46         |
| 2006 | 147.522     | 149.864     | 98,4        | 140        | 139        | 1          | 1.053                     |         | 6         | 234       | 46         |
| 2013 | 151.144     | 169.318     | 89,3        | 119        | 118        | 1          | 1.270                     |         | 1         | 166       | 46         |
| 2016 | 156.811     | 161.060     | 97,4        | 117        | 116        | 1          | 1.340                     |         | 1         | 144       | 46         |
| 2019 | 154.379     | 158.089     | 97,7        | 103        | 103        |            | 1.498                     | 9       |           | 122       | 46         |
| 2021 | 157.752     | 161.577     | 97,6        | 103        | 101        | 2          | 1.531                     | 8       | 4         | 119       | 46         |